# Alfonso Cabezas Aristizábal

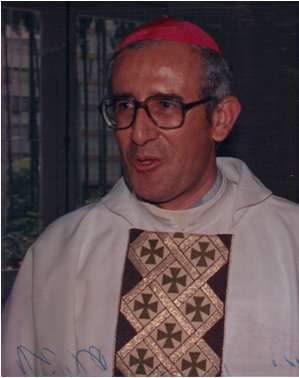
Alfonso Cabezas Aristizábal, 2017

Alfonso Cabezas Aristizábal CM (* 11. Dezember 1943 in Neiva) ist Altbischof von Villavicencio.

## Leben
Alfonso Cabezas Aristizábal trat der Ordensgemeinschaft der Lazaristen bei und empfing am 24. Mai 1969 die Priesterweihe.
Papst Johannes Paul II. ernannte ihn am 22. April 1988 zum Weihbischof in Cali und Titularbischof von Zama Minor. Der Erzbischof von Cali, Pedro Rubiano Sáenz, spendete ihm am 4. Juni desselben Jahres die Bischofsweihe; Mitkonsekratoren waren Samuel Silverio Buitrago Trujillo CM, Erzbischof von Popayán, und José Gabriel Calderón Contreras, Bischof von Cartago.
Am 13. Mai 1992 wurde er zum Koadjutorbischof von Villavicencio ernannt. Nach der Emeritierung Gregorio Garavito Jiménez’ SMM folgte er diesem am 3. Mai 1994 als Bischof von Villavicencio nach.
Von seinem Amt trat er am 19. Juni 2009 zurück.